# Дикая природа Ирана
Дикая природа Ирана была впервые описана Хамдаллахом Казвини в 14 веке. В 18 и 19 веках Самуил Гмелин и Эдуард Менетрие исследовали район Каспийского моря и Талышские горы с целью описания фауны прикаспийского региона. Их работу в 19 веке продолжили Филиппо де Филиппи, Уильям Бланфорд и Николай Зарудный, изучавшие местных млекопитающих, птиц, рептилий, амфибий и рыб.
Азиатский гепард (Acinonyx jubatus venaticus) —- одно из самых известных животных Ирана, находящееся под угрозой исчезновения.

## Флора
Более одной десятой части территории страны покрыто лесами. Наиболее густые заросли встречаются на склонах прикаспийских гор, поросших дубами, ясенями, вязами, кипарисами и другими деревьями. На влажных возвышенностях растут чинары, тополя, ивы, орехи, буки, клёны и шелковицы. Каждую весну на сухой бесплодной земле вырастают дикие кустарники, которые исчезают летом. По данным ФАО, в Иране существует шесть основных типов лесов:
1. Северные прикаспийские леса (33 000 км);
2. Можжевельниковые горные леса северо-востока (13 000 км);
3. Фисташковые леса юго-востока (26 000 км);
4. Дубовые леса центральных и западных районов (100 000 км);
5. Кустарники Деште-Кевир центра и северо-востока страны (10 000 км);
6. Субтропические леса южного берега (5 000 км).

## Фауна
Млекопитающую фауну Ирана составляют 34 вида летучих мышей, индийский серый мангуст, яванский мангуст, обыкновенный шакал, волк, лисица, леопард, рысь, бурый медведь, гималайский медведь. К копытным относятся кабан, уриал, армянский муфлон, благородный олень и джейран. Среди одомашненных животных — овцы, козы, коровы, лошади, буйволы, ослы и верблюды. Также в Иране встречаются такие птицы, как фазан, куропатка, аист, орёл и сокол.

### Виды под угрозой исчезновения
По состоянию на 2001 год, 20 видов млекопитающих и 14 видов птиц Ирана находятся под угрозой исчезновения. В эту категорию входят белуджистанский белогрудый медведь, азиатский гепард, каспийская нерпа, иранская лань, стерх, бисса, зелёная черепаха, среднеазиатская кобра, гадюка Лятифи, дюгонь, иранский леопард, степной волк. 74 вида животных Ирана занесены в Красную книгу МСОП, что говорит о серьёзной угрозе для биоразнообразия. Меджлис Ирана не проявляет никакого внимания к экологической проблеме, однако принимает законы, разрешающие Министерству промышленности и шахт эксплуатировать рудники без ведома Департамента по окружающей среде, и реализует крупные технологические проекты, не учитывая их влияние на природу.
Большая часть ареала иранского леопарда пересекается с ареалом безоарового козла на территории Эльбурса и Загроса в пределах Иранского нагорья. Популяции леопарда очень разрежены из-за потери местообитаний и естественной добычи. Помимо безоаровый козлы, дикие бараны, кабаны, олени и домашний скот составляют леопарда добычу в Иране.

### Вымершие виды
- Тур.
- Сирийский слон — юг Ирана. Вымер в I тысячелетии до н. э.[7]
- Азиатский лев — Хузестан, Фарс. Последняя особь замечена в 1957 году в долине реки Дез[8].
- Каспийский тигр — побережье Каспийского моря, Закавказье и Туркестан. Последнего тигра в Иране видели в Национальном парке Голестан в 1958 году[1][4].